# 男と女II
『男と女II』（おとことおんなツー、Un homme et une femme, 20 ans déjà）は、1986年のフランスの恋愛映画。
クロード・ルルーシュ監督、主演のジャン＝ルイ・トランティニャンとアヌーク・エーメが結集した『男と女』の続編であり、前作の20年後を描いた作品。今回はピエール・バルーは参加していない。

## ストーリー
20年前、映画スクリプターだったアンヌ（アヌーク・エーメ）は今やフランスを代表するプロデューサーとして活躍、娘のフランソワーズ（エヴリーヌ・ブイックス）も成長して女優となり母と二人三脚で暮らしていた。アンヌが新作の件で悩んでいる時、フランソワーズはジャン＝ルイ（ジャン＝ルイ・トランティニャン）を劇場で見かけたと話す。20年前にモンテカルロ・ラリーを制覇したジャン＝ルイは今ではパリ・ダカール・ラリーで総監督まで務める現役のレーサーだ。20年前に愛し合った日々が脳裏に甦ったアンヌは二人の愛の日々を映画化しようと思い立ちジャン＝ルイに連絡を取り20年ぶりに思い出のカフェで再会を果たす。かつての二人の姿の映画化の申し出に反対するジャン＝ルイだったがアンヌの熱意に渋々ながら承諾する。
映画の撮影が開始される。撮影スケジュールが快調に進むにつれ二人の仲も深まりつつある。だがジャン＝ルイには若いフィアンセがいた。嫉妬するアンヌに送り出されるかのように彼は撮影現場からパリ・ダカール・ラリーの会場に向かう。ダカールの砂漠を疾走する車中でフィアンセは泣きじゃくりジャン＝ルイを困惑させる。帰りたいという彼女を近くの町まで送り届けるためにジャン＝ルイは危険を覚悟で夜の砂漠を車で走り続けた。
アンヌはかつての２人の愛を映画にするのは無理があると感じ、5週間で実話を元にしたミステリー映画にするように指示。パリの撮影現場ではクライマックス・シーンに取り掛かろうとしていた。そこへ愛の言葉が綴られたジャン＝ルイからの手紙がアンヌの元に届けられる。彼女は胸を弾ませながら彼の帰りを待ちわびた。そんな折、ジャン＝ルイが砂漠で遭難したとの知らせがアンヌの元に舞い込む。アンヌに嫉妬したフィアンセが燃料を抜いてガス欠にして無理心中を図ったのであった。アンヌは直ぐにでも砂漠へ駆けつけたかったが、どうしても仕事を途中放棄する訳にはいかなかった。数日後、ジャン＝ルイの行方が掴めぬまま捜索が打ち切られようとしていた。不安と焦燥の中でアンヌは地元の警察に、あと一日だけでも捜索を延長するよう必死に懇願する。
ジャン＝ルイのベテラン振りにどうにか無事にレースを乗り切る。時を同じくして映画も完成し大ヒットとなる。かつてのフィアンセには新しいボーイフレンドが出来たようだ。アンヌとジャン＝ルイはかつての思い出に浸るのであった。

## キャスト
- アンヌ・ゴーティエ: アヌーク・エーメ - 映画プロデューサー。
- ジャン＝ルイ・デュロック: ジャン＝ルイ・トランティニャン - カーレーサー。
- リシャール・ベリ: 本人 - 俳優。
- フランソワーズ: エヴリーヌ・ブイックス（フランス語版） - アンヌの娘。女優。
- マリー＝ソフィー: マリー＝ソフィー・ポシャ（フランス語版）
- テヴナン教授: フィリップ・ルロワ＝ボリュー
- シャルロ: シャルル・ジェラール（フランス語版）
- アントワーヌ・デュロック: アントワーヌ・シレ（フランス語版） - ジャン＝ルイの息子。

## 備考
- 『続・男と女』という作品もあるが、こちらは設定を西部劇に置き換えた『男と女』のリメイク版である。